# 이종원 (방송인)
이종원은 대한민국의 유튜버이다. <시사타파TV> 대표이다.